# Byrån för Arkitektur och Urbanism
Byrån för Arkitektur och Urbanism (BAU), är ett arkitektkontor i Stockholm. De huvudsakliga projekten avser kontor, bostäder, stadsrumsgestaltning och förädling av innerstadsmiljöer, handelsprojekt samt utveckling av nya och befintliga stadsdelar.
Kontoret har drygt 90 anställda i tjänsterna arkitekter, byggnadsingenjörer, miljöingenjörer, visualiserare och stödfunktioner.
Kontoret grundades 1991 av Göran Andersson, Hans Birkholz, Per-Eric Sundby och Peter Walker.
Pågående projekt (2018): Nytt kontors- och affärshus i fastigheten Snäckan 8 vid Tegelbacken och Sthlm 01 kontorshöghus vid Hammarby sjöstad.

## Projekt (verk eller uppdrag) i urval

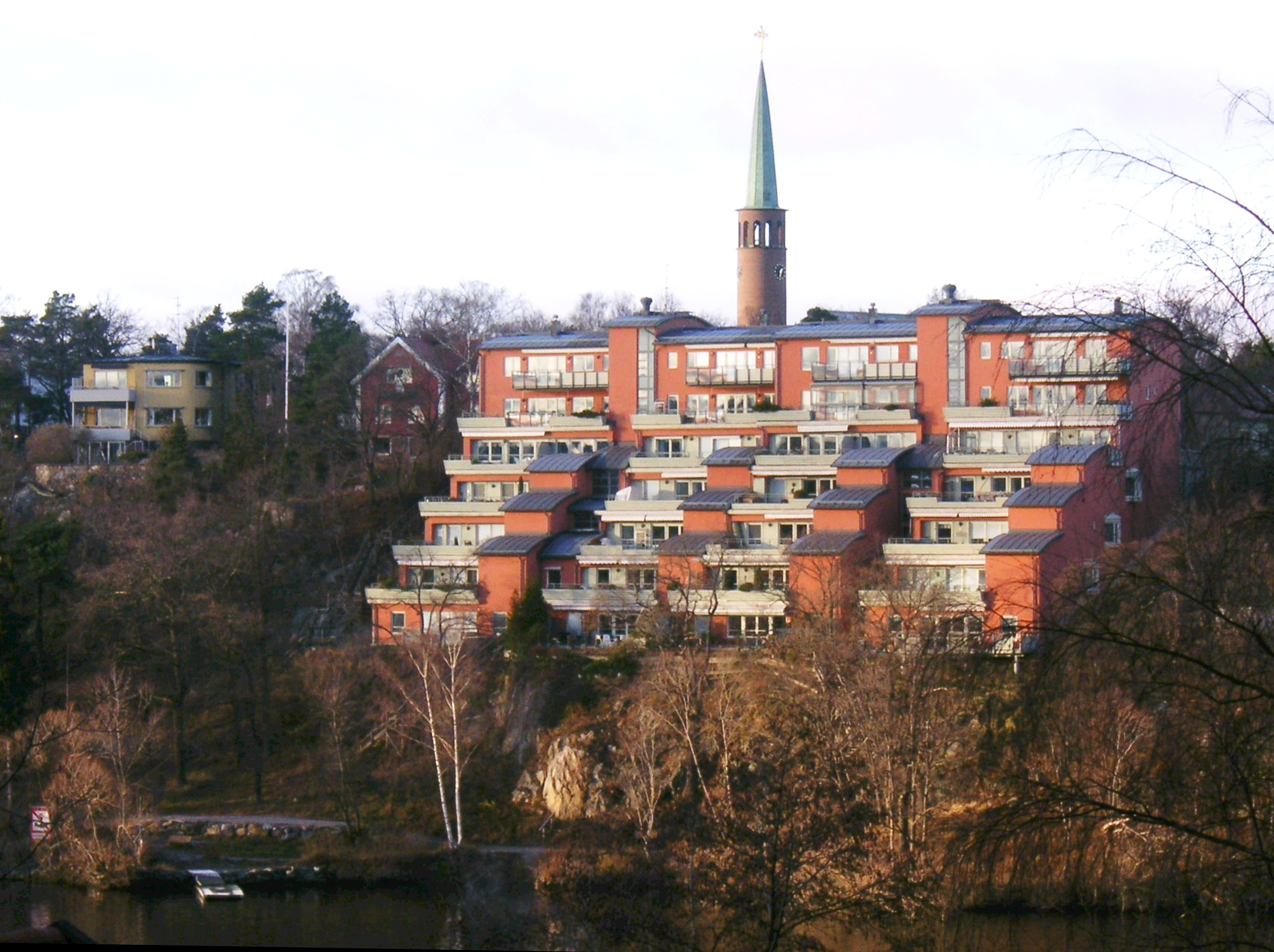
Essinge Strand, terrasshus Stora Essingen, 1995
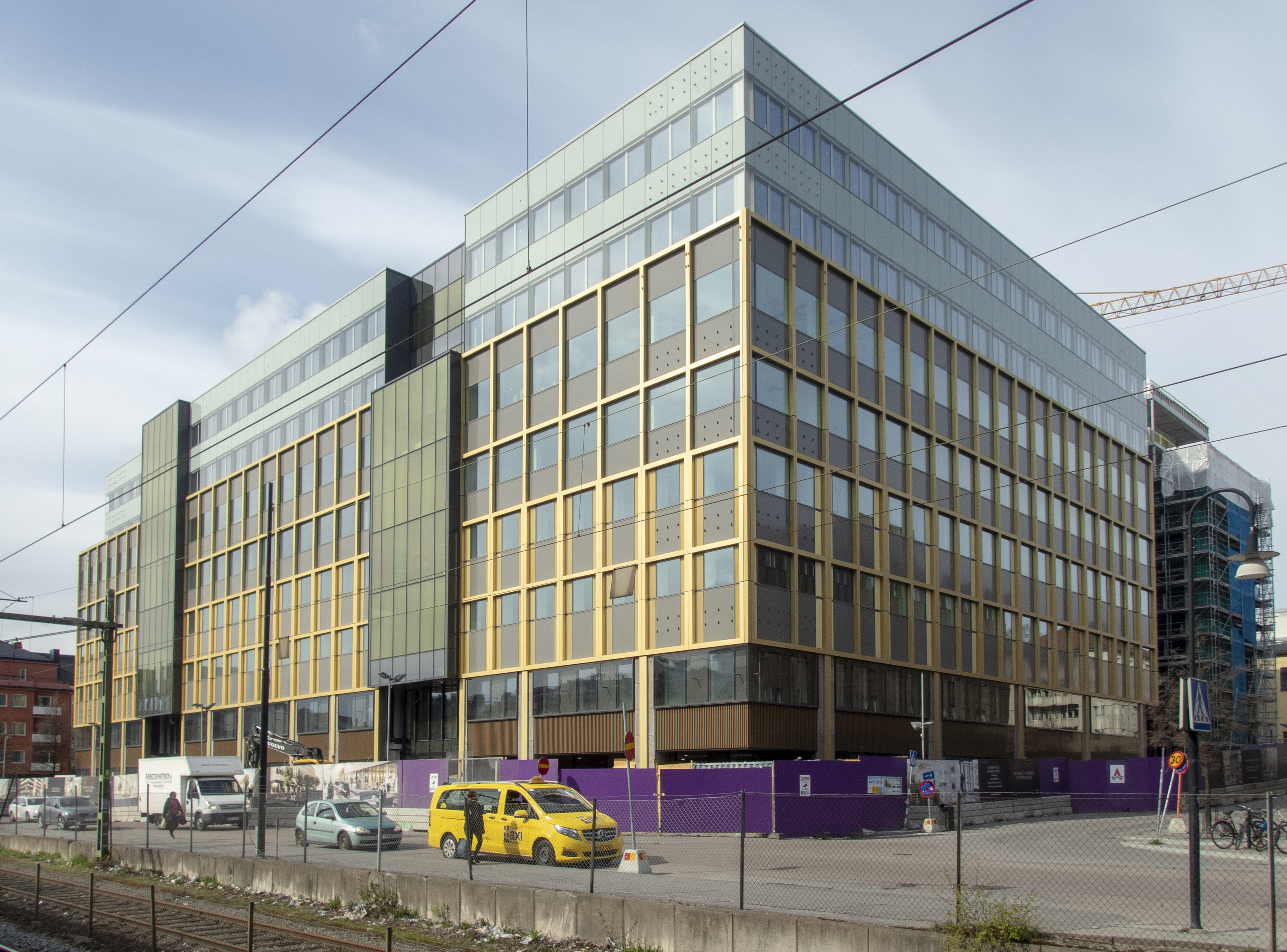
Kvarteret Orgeln, Sundbyberg (ombyggnad)
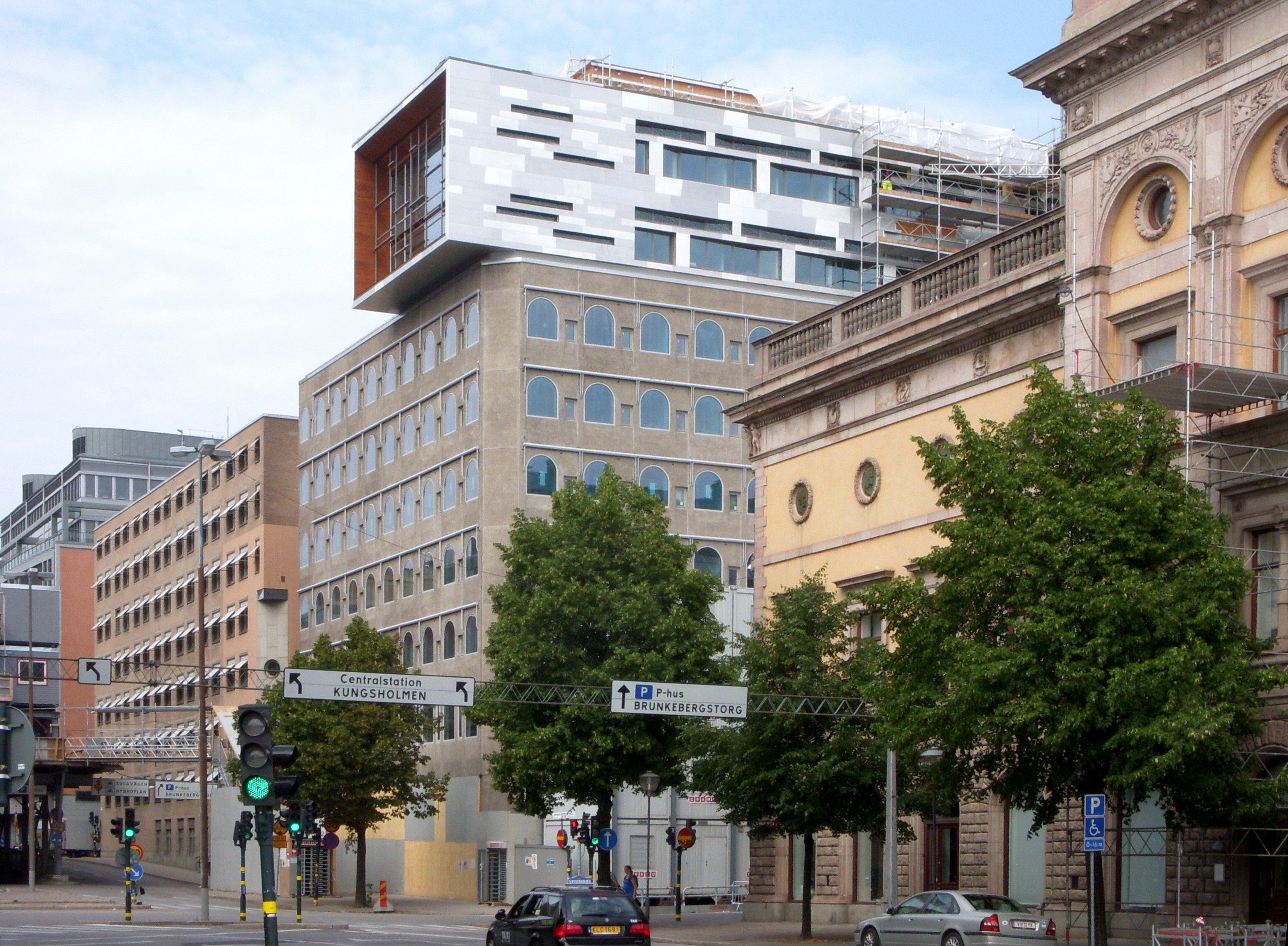
Departementets hus, Stockholm (yttre gestaltning och detaljplan)
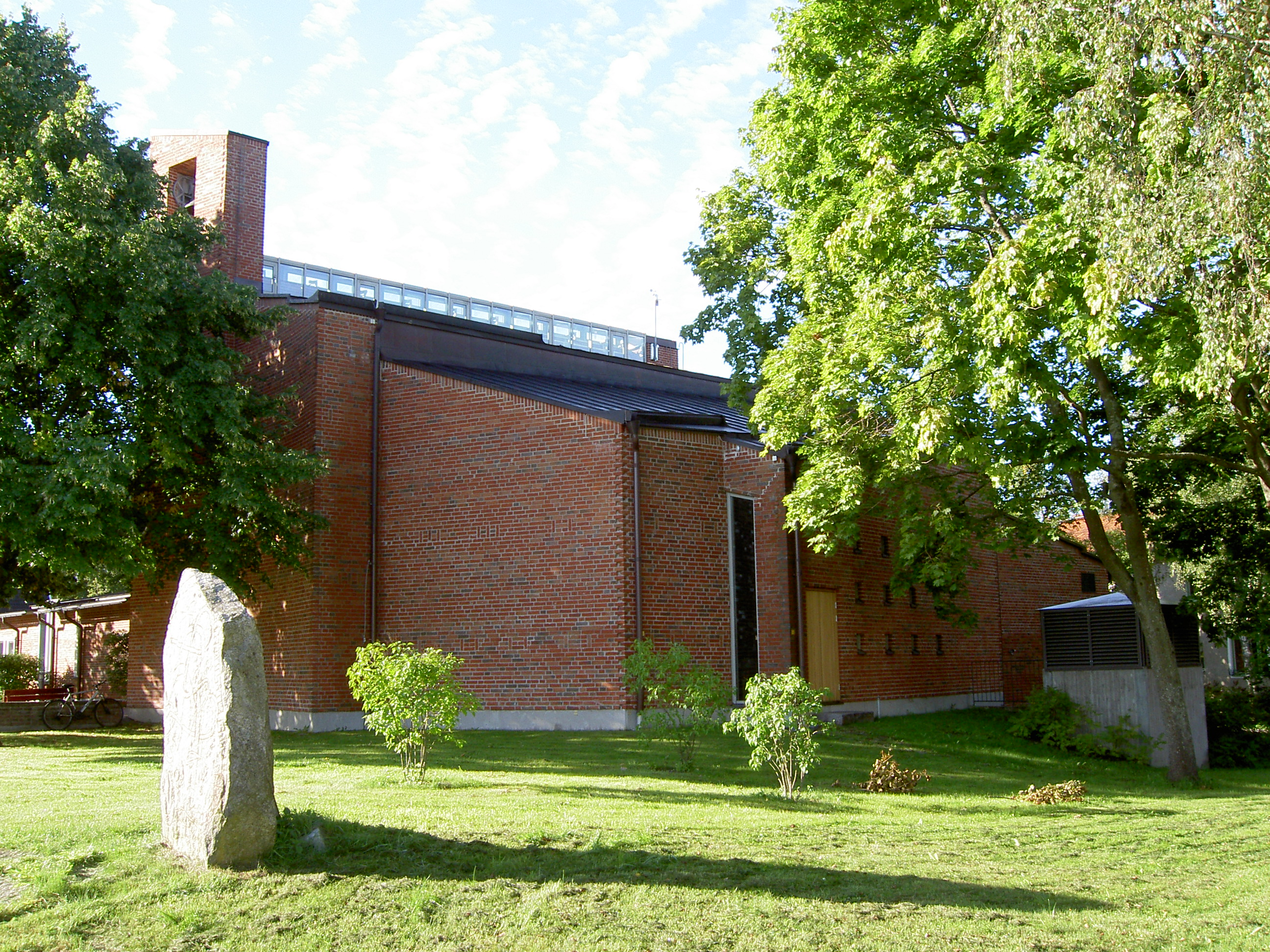
Kummelby kyrka, Helenelund, Sollentuna
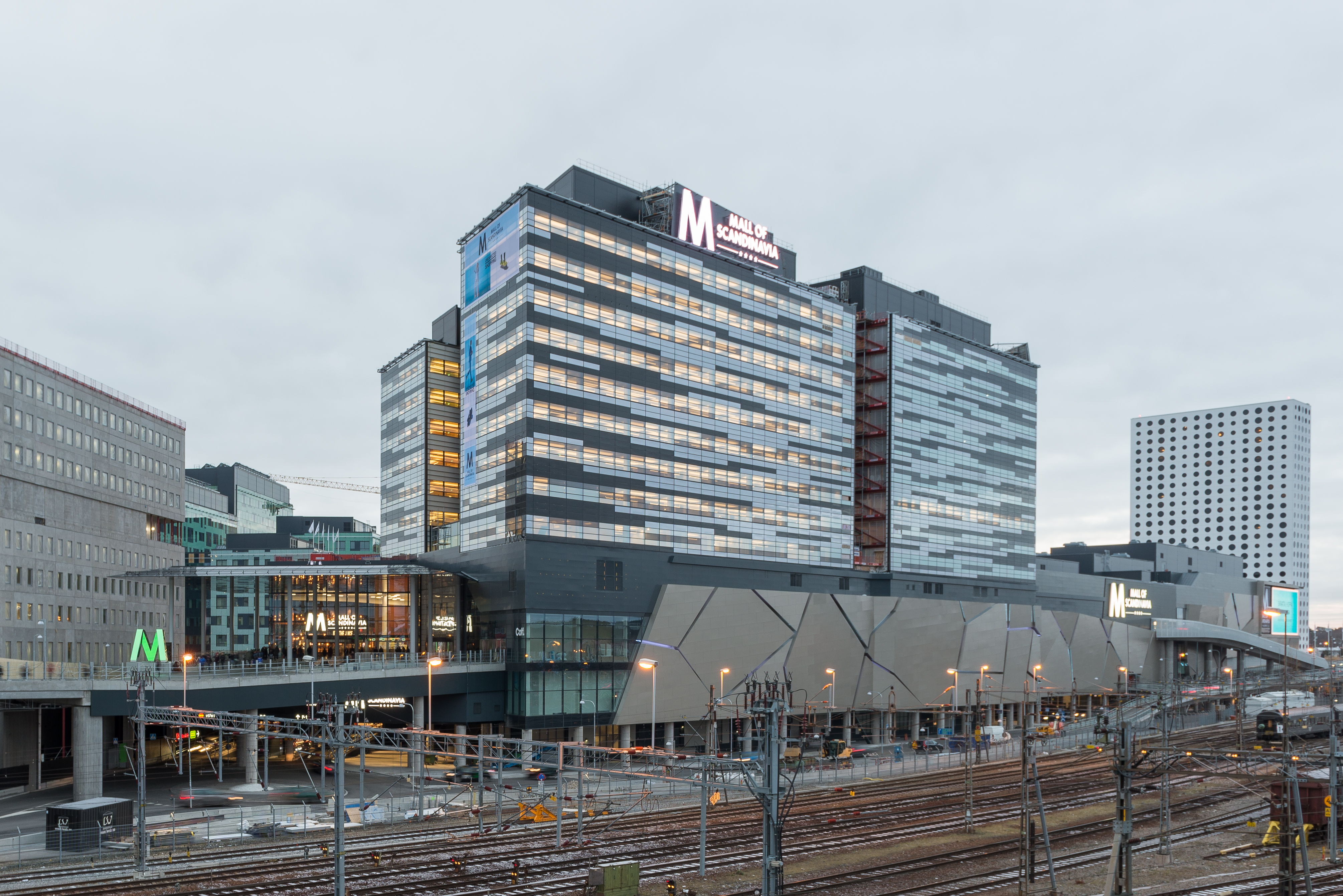
Mall of Scandinavia, invigt 2015